# 1767 au Canada
Pour un article plus général, voir Chronologie du Canada.
Cet article traite des événements qui se sont produits durant l'année 1767 au Canada.

## Événements

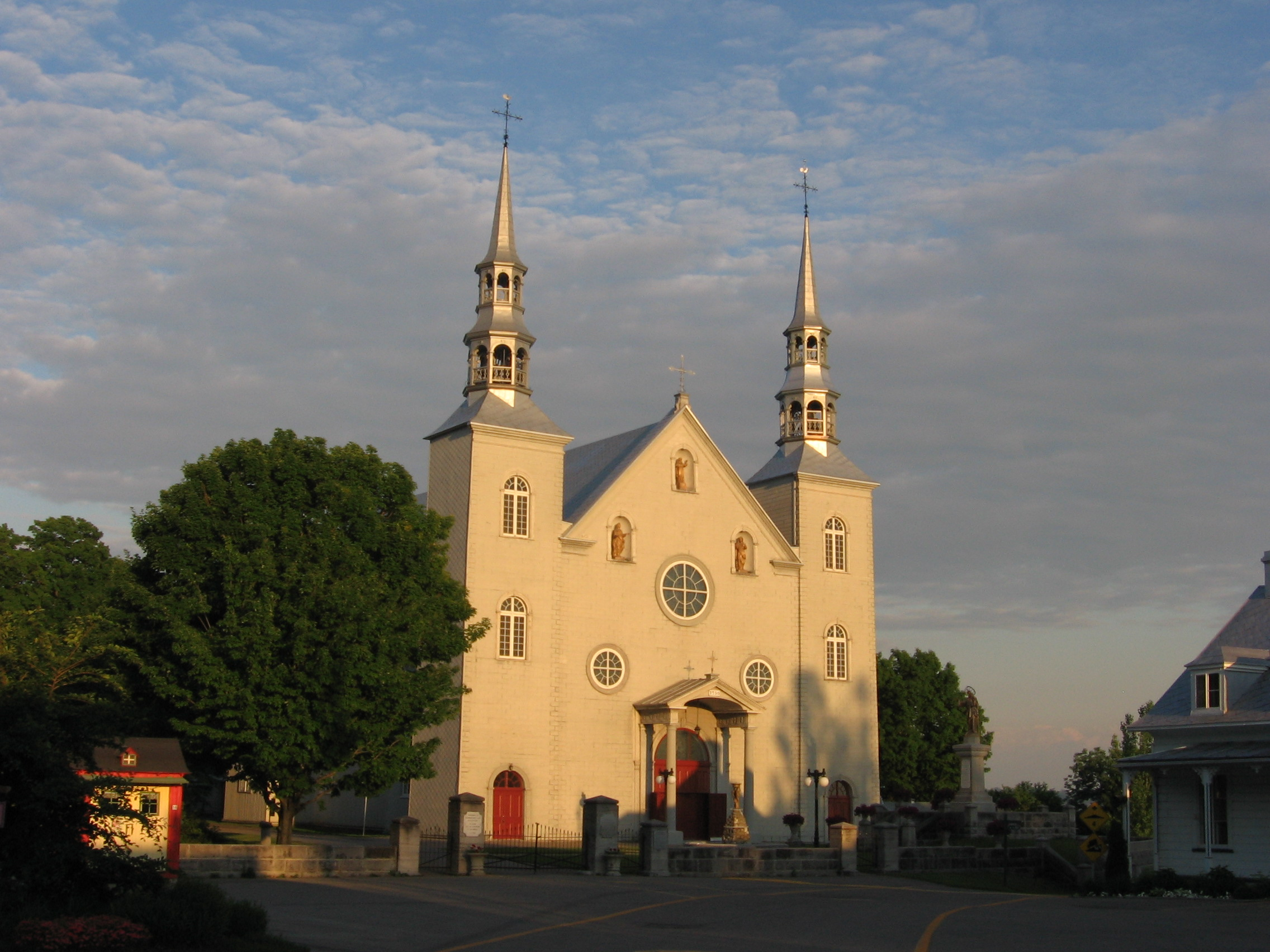
Église Cap-Santé construit en 1767.

- 1er juin : fondation du Petit Séminaire de Montréal par Jean-Baptiste Curatteau.
- À l'automne 1767, les familles Gueguen, Arseneau, Hébert et Bourg reçoivent les premières concessions de terres accordées à des Acadiens après le Grand Dérangement. En Novembre, Cocagne devient la première communauté acadienne a s'établir avec la permission officielle de la Couronne britannique.
- Disparition du collège des Jésuites à Québec (l'école primaire persiste jusqu'en 1776). L’enseignement secondaire sera assuré par le Séminaire de Québec.
- Un deuxième Fort Dauphin est construit sur la rive nord du lac Dauphin.
- Les amérindiens Malécites établissent leur capitale à Eqpahak.

## Naissances
- 17 février : Catherine Tarieu de Lanaudière, seigneuresse de Port Joly.
- 20 mars : Toussaint Charbonneau, accompagnateur dans l'Expédition de Lewis et Clark.
- 4 avril : George Stracey Smyth, lieutenant-gouverneur du Nouveau-Brunswick.
- 15 mai : Ezekiel Hart, homme d’affaires et homme politique.
- 19 mai : George Prevost, gouverneur du Canada.
- Edward O'Hara, politicien.

## Décès
- 30 janvier : Toussaint Cartier, ermite près de Rimouski.
- 7 mars : Jean-Baptiste Le Moyne de Bienville, gouverneur de la Louisiane et fondateur de la Nouvelle-Orléans.
- Jean-Armand Dieskau, chef militaire français.